# Gastronomia de la Catalunya del Nord
La gastronomia de la Catalunya Nord, és essencialment una cuina catalana, pareguda a la de l'Empordà, amb plats típics com la cargolada, bunyetes, coques o les boles de picolat. La influència francesa i occitana es podria notar en el poc consum de l'arròs i el consum de bou a Perpinyà. Malgrat la pressió per afrancesar la Catalunya del Nord, l'antic territori català sota l'administració de França ha mantingut viva una part important del llegat culinari. Ha sobreviscut l'amanida, la sopa de farigola, l'escudella barrejada, l'allioli, el trinxat… La de la Catalunya del Nord és una cuina familiar que, amb nous i vells plats burgesos o d'autor, ha adquirit prestigi i, fins i tot, alguna estrella Michelin.

## Descripció
El Larousse Gastronomique parla de la salsa catalana, de la caragolada, del Banyuls (plats o productes de la Catalunya del Nord). Al mateix temps, barrejant territoris i conceptes, assimila la cuina catalana a l'espanyola, al gust pel coent, l'all i el tomàquet, és a dir, els estereotips sobre la cuina del sud.
La Catalunya del Nord és l'antic territori català sota l'administració de França, actualment al Departament dels Pirineus Orientals i la regió del Llenguadoc-Rosselló. Durant molts segles, hi ha hagut una pressió per afrancesar la zona i, pel que fa a una bona part de l'alimentació i la cuina, l'objectiu s'ha acomplert: en general, en alguns plats la mantega substitueix l'oli d'oliva i el greix (llard de porc), els plats greixosos i pesants de tipus nòrdic desplacen els més lleugers de tipus mediterrani, a base de verdures, fruites i llegums, i s'introdueix el costum de la taula de formatges.
La cuina catalana queda reduïda a expressions tòpiques i folklòriques, mancada de continuïtat històrica i de dignitat i reduïda a una dotzena de plats i alguns productes: enciamada rossellonesa (amanida), anxovada, sopa de farigola, escudella, ollada (escudella barrejada), allioli, salpiquet de mongetes (guisat amb mongetes seques, ventresca, cotnes, adobat amb all i julivert capolats i greix de porc), trinxat, arròs a la cassola –i més modernament paella–, boles de picolat (mandonguilles), freginat de Baixàs (bou), pollastre a la catalana (amb samfaina), perdiganya a la catalana (perdiu jove), bullinada (suquet), civet de llagosta o llagostada, fullat de Cotlliure (pastís d'anxoves), bunyetes. No cal dir, però, que aquesta cuina familiar –pagesa i de pescadors– juntament amb nous i vells plats burgesos o d'autor, han contribuït a crear una nova cuina catalana que, finalment, ha adquirit prestigi i difusió i fins a algun cuiner llorejat a la Michelin.
Es mantenen algunes festes i els seus plats: caragolada (un popular repei(x) o àpat comunitari que equival a la costellada), truitada de Pasqua (amb sortida al camp), xicolatada infantil, a més dels repassos familiars: àpat de Nadal (amb elements del Nord com el tel fetge gras i el tronc), Setmana Santa, Tots Sants... Ultra l'aportació francesa, també han aportat plats i productes, els peus negres (emigrants retornats d'Algèria arran de la independència; en algun cas eren d'origen occità, cors, valencià o menorquí), com les merguez (mena de salsitxa de xai) o el cuscús. El Petit Robert, de catalan, ens diu el següent: de Catalogne (française et espagnole). Si més no, el nom i el record de la llengua s'han mantingut i, per tant, la noció de cuina catalana.
El geògraf francès Pierre Deffontaines, en el seu llibre La Méditerranée catalane, ens traça una suggestiva síntesi: 
| «                      | Tot aquest Llevant ibèric, del Rosselló a Elx, ha tingut la influència catalana tant en la història com en l'art, com en la literatura, com en l'economia; és la llengua catalana la que ha fet la unitat | » |
| — Pierre Deffontaines. | |   |

Malgrat l'afrancesament de les pràctiques i els costums culinaris (per exemple, la pèrdua de la picada), s'ha mantingut ben viva una part important del llegat culinari, tan important des de l'edat mitjana, quan Perpinyà va ser la capital del regne de Mallorca i centre d'un actiu comerç mediterrani. Com a torna, França, pàtria de la gastronomia moderna, hi ha introduït també l'amor per l'excel·lència culinària, els vins i la cura a preservar i atorgar labels diferenciadors a alguns productes tradicionals, primerencs i de qualitat (incloent-hi els d'agricultura ecològica, dels quals se celebra un concorregut mercat setmanal a Prada). Esmentem la vedella rosada dels Pirineus (‘Rosée des Pyrénées'), el ‘xai català', el xai (‘agneau catalan', de la raça ‘vermella del Rosselló'); així com, sense label distintiu, els ànecs (i els derivats de l'ànec gras), les patates Bea o de muntanya, l'api d'Elna, les carxofes morades o ‘violet', els tomàquets (varietats cor de bou, andina), l'api verd d'Elna, els naps de la Cerdanya, la ceba vermella de Toluja, els albercocs galta-roja, els préssecs, nectarines i brunyons, les pomes del Conflent i el Vallespir, les cireres de Ceret, les figues, magranes, nespres i maduixes, el raïm de taula, els melons i síndries, les figues de moro i les ametlles. També es produeixen herbes aromàtiques i d'amanida. El peix ofereix les mateixes varietats que al sud: seitons (les anxoves en salaó de Cotlliure són famoses), la sardina, el llobarro, el rap, la llagosta, els calamars i les sípies, les anguiles.

## Productes elaborats
Els productes elaborats compten el gambajó (pernil salat), la ventresca o cansalada, la botifarra negra, el diós (mena de bull), la llonganissa catalana (botifarra crua, a coure), el fuet, el paté català o pa de fetge, la carn de perol (mena de terrina de cap de porc). Els formatges de granja o artesans (fr. fermiers) són sobretot d'ovella o de cabra i inclouen el de cabra o formatjó (fr. crottin), el formatget, el mató o el recuit, formatges amb all o herbes aromàtiques, tommes…
Altres productes són la mel, l'oli d'oliva (una producció residual), el vinagre de Banyuls, els caragols, els bolets (rovellons, rossinyols, múrgoles, tòfones), les confitures, xocolates (d'una gran tradició) i pastes, pastissos i dolços com les rosquilles, els crocants, els torrons (com el torró negre, el tou, dur, de pinyons…), les bunyetes (mena d'orelletes), el braç de gitano, el tortell de Vilafranca del Conflent, les fogasses i coques (gràcies als afanys d'Eliana Thibaut-Comelade, la gran autora de cuina nord-catalana, per llur recuperació).

## Vins
Els vins de la Catalunya del Nord –anomenats vins del sol perquè es conreen a les contrades assolellades, mediterrànies, davant dels que es fan al nord o a l'Atlàntic francès– tenen com a ceps principals el garnatxa, carinyana morvedre, syrah, cinsauls (negres) i el macabeu, moscatell d'Alexandria, roussanne, marsault, malvasia, borboulenc (blancs). Les principals DO (AOC) i produccions de vi de la Catalunya del Nord (acollits a denominacions específiques o la més genèrica Languedoc-Roussillon) són els Costers del Rosselló: blancs, negres i ‘Villages'; alguns fan constar el nom de la comuna: Lesquerde, Latour de France, Caramany… També vins de taula són el Gran Roussillon i algun vi novell acollit a la DO del Llenguadoc.
- Costers del Rosselló
- Costers del Rosselló Vilatges
- Moscat de Ribesaltes
- Vi de Banyuls
- Vi de Cotlliure
- Vi de Maurí
- Vi de Ribesaltes
- Vi del Llenguadoc

Al Ribesaltes (Rivesaltes, en grafia francesa), la base és el raïm garnatxa negra. En destaca el moscat (muscat) de Ribesaltes, produït amb raïm moscatell d'Alexandria, de color daurat i clarós, molt fruitós.
A Cotlliure es produeixen negres i rosats. El Banyuls i el Banyuls Grand Cru es produeix a les localitats de la costa: Banyuls de la Marenda, Cotlliure, Port-vendres, Cervera de la Marenda. Es fa servir bàsicament garnatxa negra i garnatxa rosa. De color robí i fins al caoba, malgrat ser un vi de licor o de postres, hi ha el costum de beure'l com a aperitiu. És de gran importància en la cuina, on ha substituït el porto o el madeira, i acompanya el fetge gras i els formatges blaus.
El Maurí (Maury, en francès) té com a cep bàsic el garnatxa negre; és un vi generós similar al Banyuls. Alguns d'aquests vins són etiquetats en català. Aquests darrers, segons la legislació francesa, són ‘Vins doux naturels'. Els Banyuls i Ribesaltes es classifiquen en ‘Vintage', ‘Rimage' i ‘Vintage mise tardive'. També es produeixen uns rancis molt apreciats (Banyuls, Maurí...).

## Zones
- Cuina del Rosselló
- Cuina del Conflent
- Cuina de la Cerdanya
- Cuina del Capcir
- Cuina del Vallespir